# 1989 en sports équestres
Chronologie des sports équestres
- 1988 en sports équestres - 1989 en sports équestres - 1990 en sports équestres

Cet article présente les faits marquants de l'année 1989 en sports équestres.

## Événements

### Avril
- avril 1989 : la finale de la coupe du monde de saut d'obstacles 1988-1989 est remportée par Ian Millar et Big Ben[1].

### Août
- 11 août 1989 au 20 août 1989 : 2e édition du championnat du monde de polo à Berlin (Allemagne de l'Ouest) remportée par les États-Unis..

### Septembre
- 7 septembre 1989 : 19e édition du championnat d'Europe de concours complet d'équitation 1989 à Burghley (Royaume-Uni) qui est remportée par Virginia Leng-Holgate sur Master Craftsman en individuel et par l'équipe du Royaume-Uni[2].

### Année
- 20e édition des championnats d'Europe de saut d'obstacles à Rotterdam (Pays-Bas).
- 14e édition des championnats d'Europe de dressage 1989 à Mondorf-les-Bains (Luxembourg).
- la finale de la coupe du monde de dressage 1988-1989 à Göteborg (Suède) est remportée par Margit Otto-Crépin sur Corlandus[3].